# Pauline Dy Phon
Pauline Dy Phon (ប៉ូលីន ឌី ផុន) (1933 ou 1936-2010) est une botaniste d'origine cambodgienne spécialiste de la flore sud-est asiatique.
Venue faire ses études en France, elle obtient en 1959 sa licence de Sciences naturelles à la faculté des sciences de Paris. Enseignante et chercheuse à l'Université de Phnom Penh, elle est contrainte en 1975 de cesser toute activité à cause de l'arrivée des Khmers rouges au pouvoir. En 1980 elle parvient à se réfugier en France et travaillera au sein du Laboratoire de botanique du Muséum national d'histoire naturelle. Au sein du même établissement la botaniste a fortement contribué à recenser et classer des plantes du Cambodge et de l'Indochine, qui restent relativement méconnus.
En mai 2010, elle décède des suites d'une maladie.